# Wallers
Wallers település Franciaországban, Nord megyében. Lakosainak száma 5618 fő (2022. január 1.). Wallers Hasnon, Denain, Bellaing, Escaudain, Haveluy, Hélesmes, Hérin és Raismes községekkel határos.

## Népesség
A település népessége az elmúlt években az alábbi módon változott:
| Lakosok száma | 5540 | 5520 | 5559 | 5526 | 5568 | 5610 | 5617 | 5598 | 5618 |
|               | 2013 | 2015 | 2016 | 2017 | 2018 | 2019 | 2020 | 2021 | 2022 |